# سیلور دالر
سیلور دالر معمولی با نام علمی Metynnis argenteus یک گونه از دندانه شکمان بومی حوضه رودخانه تاپاجوس در برزیل است. این ماهی یکی از گونه هایی است که در تجارت آکواریوم عموماً بنام   "سیلور دالر" معروف هستند.

## رفتار در آکواریوم

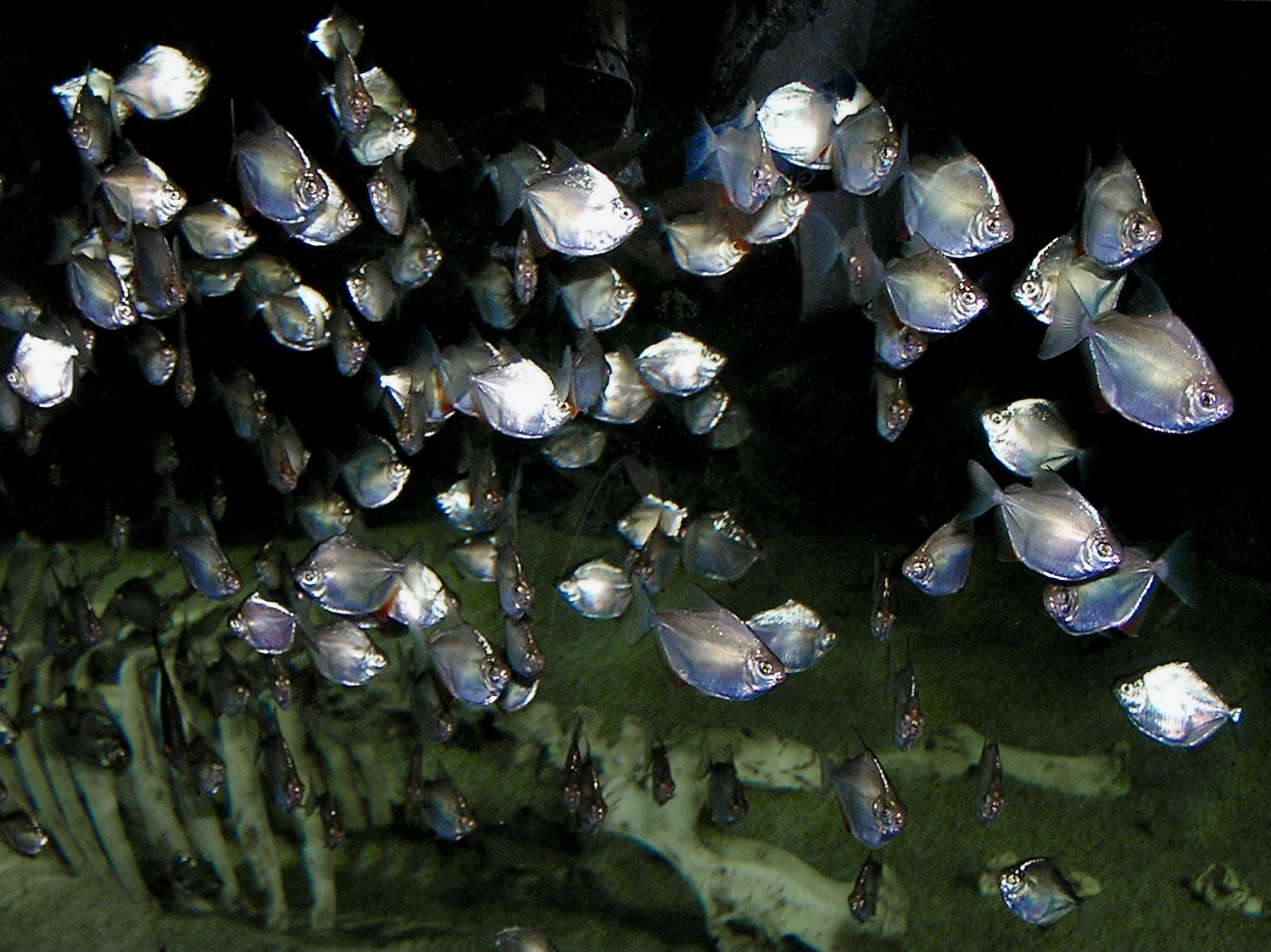
مدرسه بزرگ M. argenteus